# HD 125612 c
HD 125612 c (también conocido como HIP 70123 c) es un planeta extrasolar que orbita la estrella de tipo G de la secuencia principal HD 125612, localizado aproximadamente a 172 años luz, en la constelación de Virgo. Este planeta tiene al menos 21l veces la masa de la Tierra y tarda 4,15 días en completar su periodo orbital, con un semieje mayor de 0,052 UA. Sin embargo, a diferencia de la mayoría de los exoplanetas conocidos, su excentricidad no se conoce, pero es habitual que se desconozca su inclinación. Este planeta fue detectado por HARPS el 19 de octubre de 2009, junto con otros 29 planetas. El astrónomo Wladimir Lyra (2009) ha propuesto Ameinias como el nombre común posible para HD 125612 c.